# Divo Barsotti
Come senza di te non fosse.
Non essere che pura condizione alla Presenza.»
Divo Barsotti (Palaia, 25 aprile 1914 – Settignano, 15 febbraio 2006) è stato un monaco cristiano, presbitero e scrittore italiano, fondatore della Comunità dei Figli di Dio.
Fecondo nella sua attività letteraria, fu anche predicatore di ritiri spirituali. La Chiesa lo ha proclamato servo di Dio.

## Biografia
Divo Barsotti, settimo di nove fratelli, nacque il 25 aprile 1914 a Palaia, paese rurale in provincia di Pisa. Il padre, Antonio, era un rappresentante di macchine per cucire e ricoprì anche l'incarico di sindaco del paese, la madre, Adelasia Bruschi, era un'energica donna di casa. Nel 1925, a undici anni, il piccolo Divo entrò nel seminario di San Miniato, dove venne ordinato sacerdote il 18 luglio 1937. A questi anni giovanili risale una profonda riscoperta della fede avvenuta in seguito all'incontro con il cristianesimo russo, conosciuto attraverso l'opera letteraria di Dostoevskij.
Dopo l'ordinazione prestò servizio sia presso le parrocchie della diocesi come coadiutore dei parroci, sia in seminario come insegnante di lettere. Non riuscendo però a trovare una collocazione pienamente soddisfacente, e spinto anche da una vocazione interna che lo portava ad una dimensione missionaria-contemplativa, chiese al vescovo di poter andare in missione e, ottenuto il permesso, si preparò a partire per l'India, come sacerdote secolare, appoggiato agli Auxiliares des missions del Belgio. Lo scoppio della seconda guerra mondiale, però, fece naufragare questo progetto.
Negli anni della guerra don Divo rimase inoperoso in famiglia, nel suo paese d'origine, poiché neanche il vescovo riusciva a trovare per lui un impegno adeguato. Furono anni bui, ma anche di formazione spirituale intensa. Don Divo si diede allo studio e alla preghiera. In quel tempo si mise in contatto epistolare con Giorgio La Pira e cominciò a scrivere articoli di carattere religioso, alcuni dei quali pubblicati sull'Osservatore Romano.
Al termine della guerra, per interessamento di Giorgio La Pira, don Divo si trasferì a Firenze. L'arcivescovo cardinale Elia Dalla Costa lo accolse e, dopo un primo servizio presso un Istituto di suore a Badia a Ripoli, lo nominò cappellano di un Istituto religioso femminile presso la Rettoria della Calza, a porta Romana in Firenze, dove rimarrà per otto anni. Fu nominato Assistente del Movimento dei Laureati Cattolici della diocesi di Firenze dal card. Elia Dalla Costa. Nel 1947 iniziò la direzione spirituale di un gruppetto di donne che porterà alla nascita della “Comunità dei figli di Dio”. Al convento della Calza si fece conoscere per la sua predicazione, e diede alle stampe il suo primo libro, Cristianesimo russo (1948), che introdusse in Italia per la prima volta figure come san Sergio di Radonež, san Serafino di Sarov e Silvano del Monte Athos.
Nel 1954, dopo una breve esperienza eremitica presso una delle casette rupestri di Monte Senario, si trasferì a Settignano, nella periferia di Firenze, in quella che diventerà la Casa-madre della Comunità dei figli di Dio: Casa San Sergio. Iniziò una vita comune di stampo monastico con alcuni giovani, in stretta comunione con il resto della Comunità che nel frattempo si va espandendo in altre città italiane: Viareggio, Venezia, Napoli, Palermo, Biella, Modena ed altre.
La Comunità fu approvata ad experimentum dal cardinale Dalla Costa, per venire poi ufficialmente riconosciuta e approvata dal cardinale Silvano Piovanelli nel 1984.
Molte sono le persone di rilievo che hanno avuto un dialogo con don Divo nel corso degli anni, sia sul piano dell'amicizia sia sul piano del confronto teologico: Hans Urs von Balthasar, Adrienne von Speyr, Jean Daniélou, Louis Bouyer, Giustino Russolillo, Henri-Marie de Lubac, Pavel Evdokimov, Lambert Beauduin, Alberto Vaccari, Irénée Hausherr, Thomas Merton, Leo Haberstroh, Ezio Franceschini, Giuseppe Dossetti, Marcello Candia, Giorgio La Pira, Luigi Giussani, Giacomo Biffi, sono tra i suoi interlocutori.
Don Divo Barsotti ha insegnato teologia sacramentaria e teologia spirituale per oltre un trentennio presso la Facoltà teologica dell'Italia centrale di Firenze e ha scritto moltissimo: 155 i suoi libri, diversi dei quali tradotti all'estero (francese, spagnolo, catalano, inglese, tedesco, fiammingo, portoghese, croato, polacco, ma anche russo e giapponese), centinaia di articoli di spiritualità, di agiografia, di approfondimenti teologici su decine di riviste e quotidiani. È stato collaboratore dell'Osservatore Romano e dell'Avvenire. Conferenziere e predicatore, ha tenuto corsi di esercizi spirituali in molti conventi e monasteri italiani ed esteri (Brasile, Stati Uniti, Giappone, Hong Kong, Australia) predicando a laici, suore, seminaristi, sacerdoti, vescovi, ad un ritmo intensissimo. Nel 1971 ha predicato gli esercizi spirituali annuali per la Curia Romana alla presenza di papa Paolo VI.
Ha vinto diversi premi letterari come scrittore religioso: Premio Basilicata (per il libro La religione di Giacomo Leopardi, 1978), Premio nazionale cultura cattolica (Bassano del Grappa, 1987), premio del Ministero degli Interni per la letteratura religiosa (Roma, 1997).
Il testo Storia della Spiritualità italiana a cura di Pietro Zovatto pone don Divo Barsotti tra le dieci figure spirituali più importanti del XX secolo. Don Divo era già stato definito “uno degli spiriti più alti del nostro tempo”, da Carlo Bo, e "il più importante autore spirituale del nostro secolo".
È morto nella sua Casa San Sergio a Settignano (FI) il 15 febbraio 2006, e lì è sepolto.

## La Comunità dei Figli di Dio
«La ragione della Comunità è il primato della vita di preghiera e dell'unione con Dio - quel primato che finora sembrava essere il fine della vita claustrale e oggi dev'essere il fine di tutti i figli di Dio - nel matrimonio e fuori - nel mondo e nel chiostro. Per questo chi vive nella solitudine e nel silenzio deve vivere senza staccarsi, anzi rimanendo unito a chi vive nel mondo, e chi vive nel mondo non deve sentirsi staccato, anzi dev'essere unito a chi vive in solitudine e silenzio. La Comunità è una cosa grande. Si vive la propria vocazione nella Comunità, precisamente in questa unità di tutti nell'amore - unità non soltanto interiore ma concreta, viva, efficace. Bisogna che spezzi le resistenze. Dio vuole questo da me. Non l'imitazione e la ripetizione di tanti istituti che vivono delle opere e per le opere, non l'imitazione e la ripetizione di tanti ordini che vivono in clausura o in monastero. È la Comunità dei Figli di Dio».
Questa pagina di diario di don Divo del 1964 può essere presa come estrema sintesi della descrizione della spiritualità della Comunità da lui fondata. Questa si definisce una famiglia religiosa che unisce nella consacrazione al Verbo, alla Vergine e alla Chiesa fratelli e sorelle che vivono in diversi stati di vita: nel matrimonio, nella verginità, nella vita comune, nella vita eremitica. La vita proposta è una vita contemplativa che metta al primo posto Dio e il primato delle virtù teologali. I membri della Comunità si impegnano alla preghiera, alla lettura biblica, ad incontri di formazione spirituale; si impegnano a vivere la radicalità battesimale con i mezzi che sono propri della grande tradizione monastica.
La Comunità è presente principalmente in Italia, ma è strutturata anche in Inghilterra, Australia, Colombia, Benin e Sri Lanka; in tutto conta circa duemila persone. Ha diverse case di vita comune, attualmente a Settignano, a Biella, presso il Santuario della Madonna del Sasso a Pontassieve, a San Donato in Poggio, presso il Santuario di Pietracupa, e a Dookie, nello Stato australiano del Victoria.

## Il pensiero
«Se potessi dire con una parola sola tutto il mondo di don Barsotti prenderei in prestito un termine che ha inventato Solovjev: l'unitotalità, cioè l'idea che tutto sia compreso nell'esperienza cristiana e sia compreso non in un modo settoriale o fisso, ma in un modo unitario».
Così il cardinale Giacomo Biffi, arcivescovo emerito di Bologna, ha voluto definire il pensiero e l'esperienza mistica di don Divo Barsotti. E questa può essere la chiave di lettura della sua ampia produzione letteraria, del suo pensiero e della sua predicazione.
Tutto è compreso nell'esperienza cristiana perché tutto è assunto dal Cristo; In Lui tutto è salvo, a Lui tutto converge. La vita cristiana coincide coll'entrare in un rapporto sempre più vivo e reale con Lui che è presente, con Lui che è la Presenza stessa.
In questa luce tutto ciò che è autenticamente umano era anche al centro del suo interesse: dalla letteratura alla mistica dell'estremo oriente o sufi, al mondo dell'arte, alle opere dei classici greci, alle civiltà antiche di ogni epoca ed ogni latitudine. Nella sua tensione religiosa don Divo sentiva il bisogno di dover “assumere” tutto per tutto portare a Cristo.
Al centro della sua esperienza mistica sta l'"Atto del Cristo", l'atto cioè di morte e resurrezione che si rende presente nel Sacrificio della Santa Messa. La vita del cristiano, di conseguenza, è un entrare in un rapporto sempre più vivo con questo Mistero. È questo e non altro la santità; ed il santo è colui che rivela Dio; pura trasparenza di Dio, ne rivela l'infinita Bellezza. La santità non è solo un impegno morale, un esercizio di virtù; la santità è rivelare la pura Luce di Dio ricevuta come dono.
L'impegno principale del Cristiano è questo, non tanto l'impegno sociale, ma la rivelazione di quel Dio che già vive nel suo cuore. La pura bellezza di questa Realtà ultima che è il dimorare in Dio.
Per questo la spiritualità di Barsotti ha una dimensione primariamente escatologica. L'incontro con Dio dovrebbe essere il fine e l'impegno di ogni cristiano, non solo del monaco tradizionale che vive nei monasteri: il cristiano, in quanto battezzato è un "unto", un consacrato, un separato, qualcuno che Dio riserva per sé.
Ebbe particolarmente a cuore lo studio delle vite dei santi, interpretando così la tradizione alla luce di quello che definiva il “magistero dei santi”.
Condivise molti aspetti del pensiero dei grandi teologi francesi del novecento: il religioso alsaziano François-Xavier Durrwell (1912 – 2005), i già citati Louis Bouyer, Henri de Lubac e Jean Daniélou, dal quale riprese - ampliandola - la teoria della triplice rivelazione divina (cosmica, profetica e cristica).
La sua opera letteraria è ampia: commenti alla Sacra Scrittura, scritti teologici e di spiritualità, ritratti di santi (don Barsotti è ritenuto uno dei massimi conoscitori della santità e spiritualità italiana dell'800), diari mistici e spirituali, poesie, scritti sulla Liturgia.

## Opere principali
- Il mistero cristiano nell'anno liturgico, Edizioni San Paolo, 2005, ISBN 88-215-5241-1
- Il mistero cristiano e la Parola di Dio, Edizioni San Paolo, 2009, ISBN 978-88-215-6564-9
- La fuga immobile - Diario spirituale, Edizioni San Paolo, 2004, ISBN 88-215-5146-6
- Parola e silenzio - Diario 1955-1957, Edizioni San Paolo, 2006, ISBN 88-215-5617-4
- Mistici russi, Ed. Il Leone Verde, 2000, ISBN 88-87139-24-5
- La preghiera: lavoro del cristiano, Edizioni San Paolo, 2005, ISBN 88-215-5509-7
- La religione di Giacomo Leopardi, Edizioni San Paolo, 2008, ISBN 88-215-6156-9
- Dostoevskij. La passione per Cristo, Edizioni Messaggero, 1996, ISBN 88-250-0497-4
- Relazioni di un pellegrino (da un manoscritto del Monte Athos), Libreria Editrice Fiorentina, 1948
- Il Signore è uno
- La legge è l'amore
- La via del ritorno
- La mia giornata con Cristo